# Robert Luketic
Robert Luketic, född 1 november 1973 i Sydney, är en australisk regissör.

## Filmografi (i urval)
- 2001 – Legally Blonde
- 2004 – Win a Date with Tad Hamilton!
- 2005 – Monster till svärmor
- 2008 – 21
- 2009 – The Ugly Truth
- 2010 – Killers